# Hyllus aurantiacus
Hyllus aurantiacus är en spindelart som beskrevs av Simon 1902. Hyllus aurantiacus ingår i släktet Hyllus och familjen hoppspindlar. Inga underarter finns listade i Catalogue of Life.